# Włodzimierz Zagórski (satyryk)
Włodzimierz Zagórski, pseudonim „Chochlik”, „Publikola” (ur. 7 listopada 1834 r. we wschodniej Galicji, zm. 13 lutego 1902 r. w Warszawie) – polski pisarz, popularny satyryk, prozaik, publicysta. Oficer armii austriackiej.

## Życiorys
Zagórski był absolwentem austriackiej szkoły inżynierii wojskowej w Krems. Jako oficer uczestniczył w wojnie francusko-austriackiej, w 1860 zaciągnął się do oddziałów Giuseppe Garibaldiego. Po powrocie do Lwowa został redaktorem i autorem publikacji w magazynie satyrycznym „Chochlik” (1866–1868, 1871), „Różowe Domino” (1882–1884, 1887–1890). Współpracował z magazynami: „Kurier Codzienny” i „Słowa”.

## Twórczość
W swojej twórczości satyrycznej szczególnie zajmował się krytyką środowisk lojalnie ustosunkowanych względem austriackich władz zaborczych. Na przykład w znanym wierszu „Lojalność" z 1868 roku przedstawia koszmarny sen „c.k. Polaka galicyjskiego". Utwór zaczyna się słowami:
Miałem sen ciężki, okropny
Zbrodniczo stanowy, fatalny:
Śniłem, że jestem Polakiem,
Ja - Galileusz lojalny!
Natomiast ogólną sytuację w zaborze austriackim świetnie przedstawił Zagórski w „Wierutnej bajce". Czytamy tam, m.in.:
(...) Kraj ten był częścią rozległego państwa,
Które się zwało "perłą chrześcijaństwa",
Wolność albowiem kwitła tam nie lada:
Rząd robił, co chciał (bajka tak powiada),
A zaś poddanym w „ustawy obrębie"
Wolno tam było trzymać język w gębie,
Płacić podatki i dawać żołnierzy
(tak mówi bajka - kto chce niechaj wierzy). (...)
Wybór satyrycznych dzieł oraz pieśni Dionizosa Z teki Chochlika (cz. 1–2) ukazał się w 1882 roku. Wybór dzieł, dokonany przez Juliana Tuwima, został pod tym samym tytułem opublikowany w 1953 roku. Autor poematu lirycznego „Król Salomon” (1887), wydał także Wybór poezji (1899), powieści: Pamiętnik starego parasola (1884) i Wilcze plemię (1885), napisał wiele krótkich opowiadań i humoresek. W 1896 roku napisał powieść fantastyczno-naukową W XX wieku. Fantazja humorystyczna, w której przedstawił życie w Warszawie w 1993 roku, a w opisach przedstawił „elektro-telefonoskopy" i latające omnibusy.
Prawdopodobnie jest autorem XIII Księgi Pana Tadeusza – pornograficznej parodii Pana Tadeusza Adama Mickiewicza.